# Albeřický vrch
Albeřický vrch (německy Albendorfer Berg) je spočinek v jihovýchodní rozsoše Lysečinské hory v České republice ležící ve východních Krkonoších.

## Popis
Spočinek Albeřický vrch se nachází v rozsoše vybíhající z Lysečinské hory jihovýchodním směrem k polskému vrchu Kopina a dále k hřebenu Rýchor. Z této rozsochy tvoří výběžek jižním směrem mezi údolí Lysečinského a Albeřického potoka patřících do povodí Úpy.

## Vegetace
Albeřický vrch je porostlý lesem, louky s roztroušenou zástavbou Horních Albeřic se nacházejí v jihovýchodním svahu. Vrch se nachází na území Krkonošského národního parku.

## Turistika
Severně od spočinku prochází červená značená Cesta bratří Čapků z Pomezních Bud do Trutnova.